# 16 أغسطس
- السبت
- الأحد
- الاثنين
- الثلاثاء
- الأربعاء
- الخميس
- الجمعة

- 261 صفر 1447  هـ
- 272 صفر 1447  هـ
- 283 صفر 1447  هـ
- 294 صفر 1447  هـ
- 305 صفر 1447  هـ
- 316 صفر 1447  هـ
- 17 صفر 1447  هـ
- 28 صفر 1447  هـ
- 39 صفر 1447  هـ
- 410 صفر 1447  هـ
- 511 صفر 1447  هـ
- 612 صفر 1447  هـ
- 713 صفر 1447  هـ
- 814 صفر 1447  هـ
- 915 صفر 1447  هـ
- 1016 صفر 1447  هـ
- 1117 صفر 1447  هـ
- 1218 صفر 1447  هـ
- 1319 صفر 1447  هـ
- 1420 صفر 1447  هـ
- 1521 صفر 1447  هـ
- 1622 صفر 1447  هـ
- 1723 صفر 1447  هـ
- 1824 صفر 1447  هـ
- 1925 صفر 1447  هـ
- 2026 صفر 1447  هـ
- 2127 صفر 1447  هـ
- 2228 صفر 1447  هـ
- 2329 صفر 1447  هـ
- 241 ربيع الأول 1447  هـ
- 252 ربيع الأول 1447  هـ
- 263 ربيع الأول 1447  هـ
- 274 ربيع الأول 1447  هـ
- 285 ربيع الأول 1447  هـ
- 296 ربيع الأول 1447  هـ
- 307 ربيع الأول 1447  هـ
- 318 ربيع الأول 1447  هـ
- 19 ربيع الأول 1447  هـ
- 210 ربيع الأول 1447  هـ
- 311 ربيع الأول 1447  هـ
- 412 ربيع الأول 1447  هـ
- 513 ربيع الأول 1447  هـ

16 أغسطس أو 16 آب أو يوم 16 \ 8 (اليوم السادس عشر من الشهر الثامن) هو اليوم الثامن والعشرون بعد المئتين (228) من السنوات البسيطة، أو اليوم التاسع والعشرون بعد المئتين (229) من السنوات الكبيسة وفقًا للتقويم الميلادي الغربي (الغريغوري). يبقى بعده 137 يوما لانتهاء السنة.

## أحداث
- 1328 - أسرة غونزاغا تستولي على السلطة في دوقية مانتوفا الإيطالية، لتظل في الحكم حتى عام 1708.
- 1945 - الرئيس الأمريكي هاري ترومان ورئيس الوزراء البريطاني كليمنت أتلي والزعيم السوفيتي جوزيف ستالين يعلنون انتهاء الحرب العالمية الثانية.
- 1952 - المحكمة العسكرية العليا في مصر تعقد أولى جلساتها بالقاهرة منذ قيام الثورة لمواصلة النظر في قضية حريق القاهرة.
- 1953 - انقلاب في إيران قاده رئيس الوزراء محمد مصدق أدى إلى فرار الشاه محمد رضا بهلوي إلى بغداد، وإستطاع ضباط مقربون منه بإعادته للسلطة بعد ثلاث أيام.
- 1960 - الإعلان عن استقلال قبرص عن المملكة المتحدة.
- 1962 - انضمام الجزائر إلى جامعة الدول العربية.
- 1971 - البحرين تحصل على استقلالها من السيطرة البريطانية.
- 1972 - ملك المغرب الحسن الثاني ينجو من محاولة اغتيال وذلك عندما تعرضت طائرته التي يستقلها أثناء عودته إلى الرباط إلى إطلاق نار من جانب القوات الجوية الملكية المغربية خلال عملية بوراق إف 5، وتسببت محاولة الاغتيال ببداية ما عرف باسم سنوات الرصاص.
- 1973 - توقف عمليات القصف الأمريكية على كمبوديا.
- 2001 - توجيه الاتهام إلى بول بوريل خادم الأميرة ديانا بسرقة بعض محتويات مسكنها الخاص.
- 2013 - مظاهرات مُعارضة للانقلاب بميدان رمسيس بالقاهرة عقب صلاة الجمعة، وسقوط قتلى وجرحى بمحيط مسجد الفتح، وحصار المسجد حتى صبيحة اليوم التالي فيما عُرِف بأحداث رمسيس الثانية.
- 2015 -
  - تحطُّم طائرة تريجانا للخدمات الجويَّة الرحلة رقم 257 وعلى متنها 54 راكبًا في مُحافظة پاپوا بِإندونيسيا.
  - مقتل أكثر من 110 مدني بقصف قوات حكومية سورية سوقاً في مدينة دوما.
- 2021 - انتخاب هاكيندي هيشيليما رئيسًا لزامبيا.

## مواليد
- 1832 - فيلهلم فونت، عالم ألماني في علم النفس.
- 1845 - غبريال ليبمان، عالم فيزياء فرنسي حاصل على جائزة نوبل في الفيزياء عام 1908.
- 1872 - عبد الكريم الجزائري، فقيه مسلم وشاعر عراقي.
- 1876 - محمد الخضر حسين، رجل دين تونسي وشيخ الأزهر.
- 1896 - صالح عبد الحي، مغني مصري.
- 1904 - وندل ستانلي، عالم كيمياء أمريكي حاصل على جائزة نوبل في الكيمياء عام 1946.
- 1913 - مناحم بيجن، رئيس وزراء إسرائيل حاصل على جائزة نوبل للسلام عام 1978.
- 1932 - نواف بن عبد العزيز آل سعود، أمير سعودي.
- 1941 - أحمد الميرغني، رئيس السودان.
- 1946 -
  - مسعود برزاني، رئيس إقليم كردستان العراق.
  - نزيه خير، شاعر عربي إسرائيلي.
- 1951 -
  - عمر يارادوا، رئيس نيجيريا.
  - ممدوح فرج، مصارع ومذيع مصري.
- 1954 -
  - جورج غالوي، سياسي بريطاني.
  - جيمس كاميرون، مخرج أمريكي.
- 1958 - مادونا، مغنية أمريكية.
- 1962 - ستيف كارل، ممثل أمريكي.
- 1963 - كالوشا بواليا، لاعب كرة قدم زامبي.
- 1970 - سيف علي خان، ممثل هندي.
- 1971 -
  - باسم ياخور، ممثل سوري.
  - وعد، مغنية سعودية.
- 1975 - جوناتان يوهانسون، لاعب كرة قدم فنلندي.
- 1977 - تامر حسني، مطرب وممثل مصري.
- 1981 - روكي سانتا كروز، لاعب كرة قدم باراغوياني.
- 1982 -
  - تود هابركورن، ممثل أمريكي.
  - جوليون ليسكوت، لاعب كرة قدم إنجليزي.

## وفيات
- 1377 - ابن حبيب الحلبي، أديب وفقيه شامي.
- 1956 - بيلا لوغوسي، ممثل أمريكي.
- 1957 - إرفينغ لانغموير، عالم كيمياء أمريكي حاصل على جائزة نوبل في الكيمياء عام 1932.
- 1969 - عمار بن لزعر، فقيه ومدرس جزائري.
- 1973 - سلمان واكسمان، عالم كيمياء حيوية أمريكي حاصل على جائزة نوبل في الطب عام 1952.
- 1977 - إلفيس بريسلي، مغني أمريكي.
- 1994 - علوية جميل، ممثلة مصرية.
- 2003 - عيدي أمين، رئيس أوغندا.
- 2005 - روجيه شوتز، راهب سويسري.
- 2011 - عبد الرحمن بن سعيد، رياضي سعودي.
- 2012 - أمينة بنت محمد الخامس، أميرة علوية من الأسرة المالكة في المغرب.
- 2014 - ممدوح فرج، مصارع ومذيع مصري.
- 2016 -
  - هاني مطر، ممثل كويتي.
  - جواو هافيلانج، رئيس الفيفا السابق.
- 2018 -
  - أتال بيهاري فاجبايي، سياسي ورئيس وزراء هندي سابق.
  - أريثا فرانكلين، مغنية سول وكاتبة أغاني أمريكية.

## أعياد ومناسبات
- ذكرى ترجمة الأيقونة الأوديسة عند الأرثوذكسية الشرقية.

## وصلات خارجية
- وكالة الأنباء القطريَّة: حدث في مثل هذا اليوم.
- النيويورك تايمز: حدث في مثل هذا اليوم.
- BBC: حدث في مثل هذا اليوم.